# Большое Долженково
Большое Долженково — село в Октябрьском районе Курской области России. Административный центр Большедолженковского сельсовета.

## География
Село находится в центральной части Курской области, в пределах Среднерусской возвышенности, в лесостепной зоне, на левом берегу реки Рогозны, на расстоянии примерно 6 километров (по прямой) к северо-западу от Прямицына, административного центра района. Абсолютная высота — 176 метров над уровнем моря.

### Улицы
В селе улица Новая.

### Климат
Климат характеризуется как умеренно континентальный, с тёплым летом и умеренно холодной зимой. Среднегодовая температура воздуха — 5,7 °С. Средняя температура воздуха самого тёплого месяца (июля) — 18,7 °C (абсолютный максимум — 37 °С); самого холодного (января) — −9,3 °C (абсолютный минимум — −38 °С). Безморозный период длится около 152 дней в году. Среднегодовое количество атмосферных осадков составляет 563 мм, из которых большая часть выпадает в тёплый период. Снежный покров держится в течение 110—120 дней.
| Показатель                                                                      | Янв. | Фев. | Март | Апр. | Май  | Июнь | Июль | Авг. | Сен. | Окт. | Нояб. | Дек. | Год  |
| ------------------------------------------------------------------------------- | ---- | ---- | ---- | ---- | ---- | ---- | ---- | ---- | ---- | ---- | ----- | ---- | ---- |
| Средний суточный максимум, °C                                                   | −4,1 | −3,2 | 2,7  | 13   | 19,4 | 22,6 | 25,2 | 24,6 | 18,2 | 10,5 | 3,3   | −1,2 | 10,9 |
| Средняя температура, °C                                                         | −6,2 | −5,7 | −0,9 | 8,2  | 14,7 | 18,3 | 20,9 | 20   | 14   | 7,2  | 1,1   | −3,2 | 7,4  |
| Средний суточный минимум, °C                                                    | −8,7 | −8,8 | −4,9 | 2,7  | 9,1  | 13   | 15,8 | 14,9 | 9,7  | 3,9  | −1,2  | −5,4 | 3,3  |
| Норма осадков, мм                                                               | 52   | 45   | 48   | 51   | 63   | 72   | 75   | 56   | 59   | 59   | 48    | 49   | 677  |
| Источник: Погода по месяцам c ru.climate-data.org(дата обращения: Февраль 2022) |      |      |      |      |      |      |      |      |      |      |       |      |      |

### Часовой пояс
Село Большое Долженково, как и вся Курская область, находится в часовой зоне МСК (московское время). Смещение применяемого времени относительно UTC составляет +3:00.

## Население
| 2002 | 2010 |
| ---- | ---- |
| 546  | ↘477 |

### Половой состав
По данным Всероссийской переписи населения 2010 года в половой структуре населения мужчины составляли 45,1 %, женщины — соответственно 54,9 %.

### Национальный состав
Согласно результатам переписи 2002 года, в национальной структуре населения русские составляли 96 %.

## Инфраструктура
Личное подсобное хозяйство. В селе 272 дома.

## Транспорт
Большое Долженково находится в 15 км от автодороги федерального значения М2 «Крым» (часть европейского маршрута E 105), в 6 км от автодороги регионального значения 38К-017 (Курск — Льгов — Рыльск — граница с Украиной), в 0,3 км от автодороги межмуниципального значения 38Н-073 (Дьяконово — Старково — Соколовка), на автодороге 38Н-074 (38Н-073 — Большое Долженково ч/з д. Авдеева), в 7 км от ближайшего ж/д остановочного пункта 439 км (линия Льгов I — Курск).
В 127 км от аэропорта имени В. Г. Шухова (недалеко от Белгорода).